# Anthurium obtusifolium
Anthurium obtusifolium là một loài thực vật có hoa trong họ Ráy (Araceae). Loài này được (W.T.Aiton) G.Don miêu tả khoa học đầu tiên năm 1839.